# Trigonidium
Trigonidium – epifityczny rodzaj roślin z rodziny storczykowatych (Orchidaceae). Rośliny z tego gatunku występują w wilgotnych lasach, bardzo często rosną w dużych i dobrze widocznych kępach. Rosną w bardzo różnym nasłonecznieniu. Rośliny rosnące w cieniu mają ciemniejsze i szersze liście oraz większe pseudobulwy, zaś rośliny rosnące na otwartych i słonecznych przestrzeniach mają jasnozielone i mniejsze liście oraz pseudobulwy. 
Występuje w południowym Meksyku, Salwadorze, Kostaryce, Gwatemali, Hondurasie, Nikaragui, Panamie, Gujanie, Gujanie Francuskiej, Surinamie, Brazylii, Wenezueli, Kolumbii, Ekwadorze, Belize oraz Peru.
W 2015 roku wszystkie gatunki z tego rodzaju zostały przeniesione do rodzaju Maxillaria.

## Morfologia
Rośliny posiadają rozgałęzienia typu sympodialnego. Korzenie wyrastające z kłączy lub u podstawy nowych pseudobulw. Pseudobulwy szeroko rozstawione na często rozgałęziającym się kłączu. Pseudobulwy posiadają od 1 do 4 liści oraz jeden przylistek. Kwiatostany wyrastają u nasady dorosłych pseudobulw lub nowo rosnących. Kwiatostan prosty z jednym kwiatem. Kwiaty rozpostarte, żółte do brązowych lub kremowych z purpurowymi lub czerwonymi żyłkami. Warżka trójklapowa, środkowa część znacznie większa. Słupek prosty i krótszy od warżki. Kwiaty posiadają cztery pyłki.

## Systematyka
Rodzaj sklasyfikowany do podplemienia Maxillariinae w plemieniu Cymbidieae, podrodzina epidendronowe (Epidendroideae), rodzina storczykowate (Orchidaceae), rząd szparagowce (Asparagales) w obrębie roślin jednoliściennych
Wykaz gatunków
- Trigonidium acuminatum Bateman ex Lindl.
- Trigonidium aurorae D.E.Benn. & Christenson
- Trigonidium christensonii D.E.Benn.
- Trigonidium egertonianum Bateman ex Lindl.
- Trigonidium grande Garay
- Trigonidium insigne Rchb.f. ex Benth. & Hook.f.
- Trigonidium lankesteri Ames
- Trigonidium latifolium Lindl.
- Trigonidium loretoense Schltr.
- Trigonidium macranthum Barb.Rodr.
- Trigonidium obtusum Lindl.
- Trigonidium riopalenquense Dodson
- Trigonidium turbinatum Rchb.f.